# Rock Springs (Wyoming)
Rock Springs é uma cidade localizada no estado norte-americano do Wyoming, no Condado de Sweetwater.

## Geografia
De acordo com o United States Census Bureau, a cidade tem uma área de 50,1 km², onde todos os 50,1 km² estão cobertos por terra.

### Localidades na vizinhança
O diagrama seguinte representa as localidades num raio de 80 km ao redor de Rock Springs.

## Demografia
Segundo o censo nacional de 2010, a sua população é de 23 036 habitantes e sua densidade populacional é de 459,9 hab/km². É a quinta cidade mais populosa do Wyoming. Possui 10 070 residências, que resulta em uma densidade de 201,04 residências/km².